# 羅馬計時

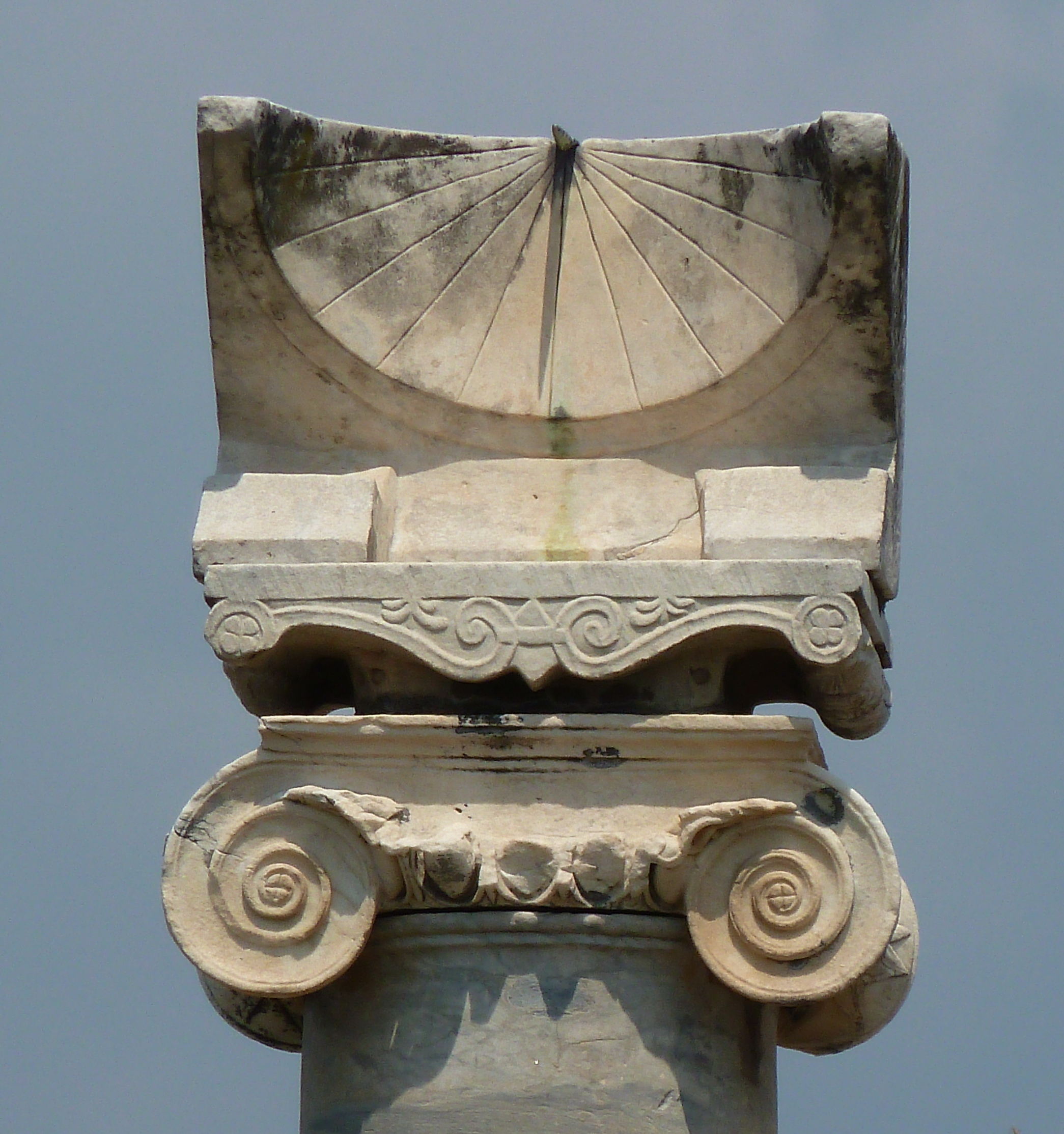
在阿波羅神廟的日晷。

羅馬計時，是根據現有科技將一天劃分為幾個時段。起初，一天分為兩部分：「午前」（ante meridiem）和「午後」（post meridiem）。大約在西元前263年，隨著日晷的出現，自然日從日出到日落的時間被分為十二個小時。

## 變異
一小時被定義為白天，或日落到日出之間經過的時間的十二分之一。由於持續時間隨季節而變化，這也意味著一小時的長度發生了變化。冬天的白天較短，小時也相應的縮短，而在夏天的小時較長。在地中海的緯度，一小時在冬至大約45分鐘，在夏至大約75分鐘。
羅馬人明白，白天的長短除了因季節而異外，還取決於緯度。

## 細分晝夜

西元8年，羅馬論壇的分點和至點的白天（horae）和夜晚（night，vigiliae）的持續時間和分佈。

### 民用日
民用日（dies civils）從午夜（media nox）一直持續到午夜 The date of birth of children was given as this period.。
它分為以下幾個部分：
1. 午夜（Media nox）
2. 半夜（Mediae noctis inclination）
3. 公雞啼鳴（Gallicinium）
4. 公雞停止鳴叫（Conticinium）
5. 黎明（Diluculum）
6. 早晨（Mane）
7. 上午（Antemeridianum tempus）
8. 中午（Meridies）
9. 下午（Tempus pomeridianum）
10. 日落（Solis occasus）
11. 傍晚（Vespera）
12. 暮光（Crepusculum）
13. 點燃蠟燭（Prima fax）
14. 就寢時間（Concubia nox）
15. 一直到深夜（Intempesta nox）
16. 接近午夜（Inclinatio ad mediam noctem）[3]

### 自然日
自然日（dies naturalis）從日出到日落。
時間從1到12，分為「hora prima」、「hora secunda」、「hora tertia」等等， 為了表明它是白天或黑夜的時間，羅馬人使用了諸如「一天中的第一個小時」（prima diei hora）和「夜晚的第一個小時」（prima noctis hora）等表達方式。

## 計時設備

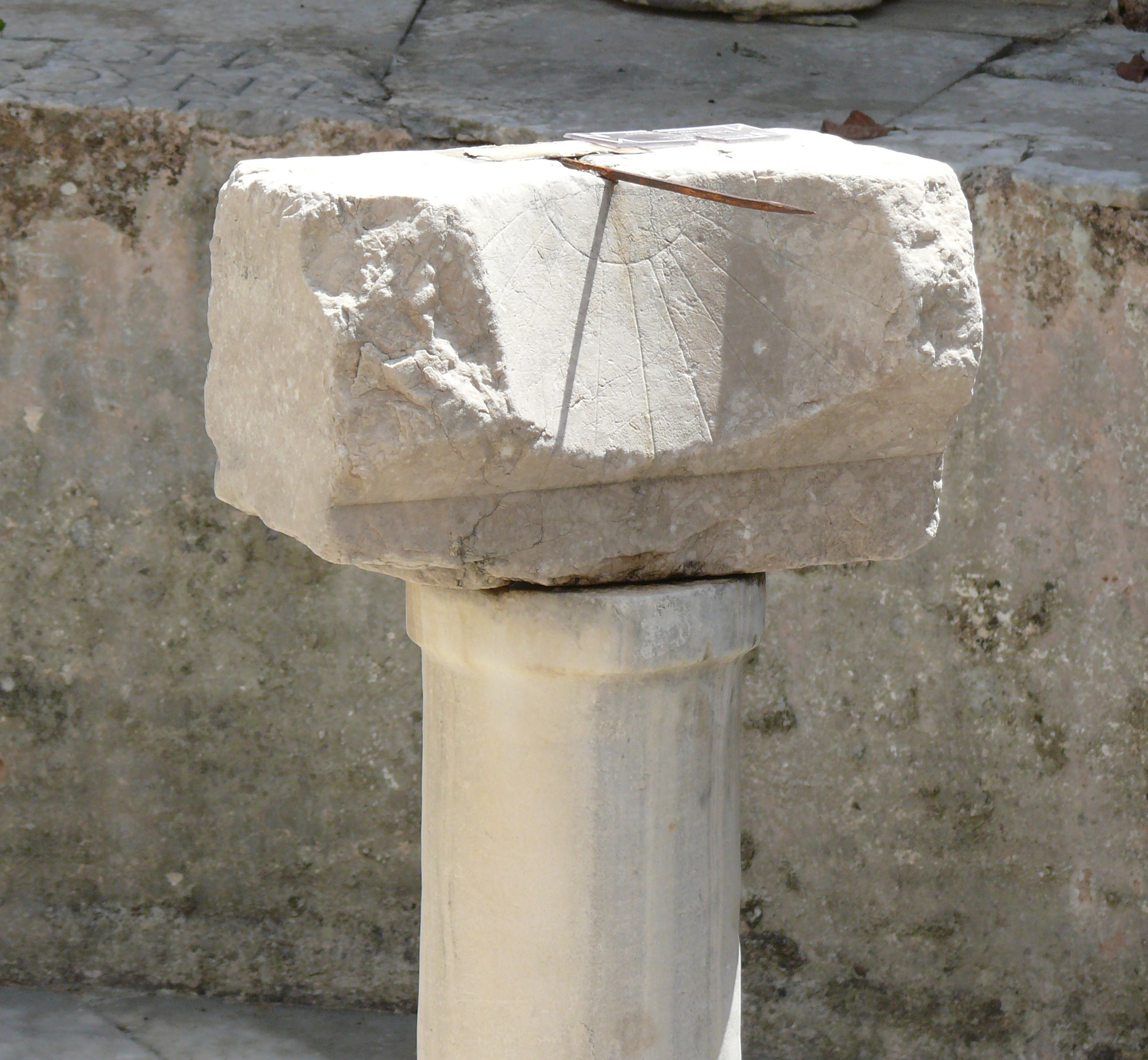
在土耳其錫德的一家博物館展出的羅馬時代日晷。

羅馬人使用各種古代計時設備。從西元前263年從西西里島進口後開始，日晷設置在公共場所。日晷用於校準水鐘。日晷或影鐘的缺點是它們只能在陽光下工作，並且必須根據緯度和季節重新校準。

## 遺產
- 從黎明開始的羅馬一天，今天在西班牙語單詞「siesta」中倖存下來，字面意思是一天中的第六個小時（sexta hora）[9]。
- 天主教會的白天規範時間的名字來自羅馬時鐘：prime，terce，sext和none，分別是一天中的早上6點（prime）、上午9點（terce）、中午12點（sexta）、下午3點（none）。
- 英文單詞noon也源自「none」（下午3點，第九小時）。這是最初在下午三點舉行的祈禱期，但由於未知原因，最終又回到了中午（midday）[10]。含義的改變約在1300年左右完成[11]。
- 術語 a.m. 和 p.m. 仍然用於 十二小時制，而不是 二十四小時制。

## 外部連結
- 维基共享资源上的相關多媒體資源：羅馬計時